# 15623 Maitaneam
15623 Maitaneam este o planetă minoră (asteroid), cu un diametru de 3,36 km, din centura de asteroizi. A fost descoperită pe 28 aprilie 2000 la Experimental Test Site⁠(d) de Lincoln Near-Earth Asteroid Research. 
Obiectul prezintă o orbită caracterizată de o semiaxă mare de 2,2729592 UAi, o excentricitate de 0,18, o înclinație de 3,37543 ° în raport cu ecliptica.